# Pereljubskij rajon
Il Pereljubskij rajon (in russo Перелюбский район?) è un rajon dell'Oblast' di Saratov, nella Russia europea; il suo capoluogo è Pereljub.